# Osmia cyrenaica
Osmia cyrenaica är en biart som beskrevs av Peters 1978. Osmia cyrenaica ingår i släktet murarbin, och familjen buksamlarbin. Inga underarter finns listade i Catalogue of Life.